# 小田山 (福島県)

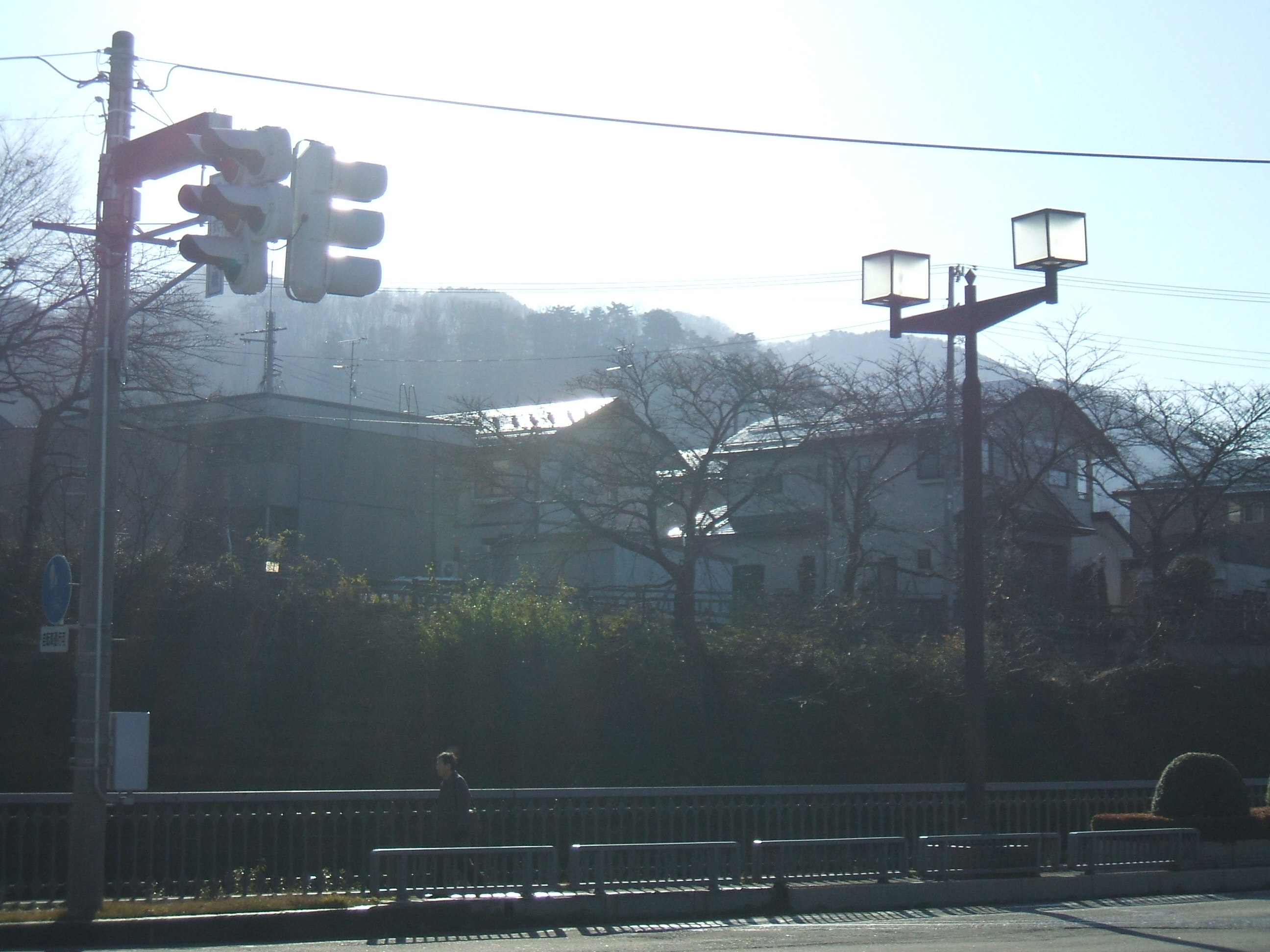
小田山麓の湯川に架かる小田橋付近から見た小田山

小田山（おだやま）は福島県会津若松市にある標高372mの山である。

## 概要
会津若松市市街地の東側にあり、周辺には小田山霊園という霊園がある。加えて、小田山周辺は公園として整備されている箇所もあり、北側には子どもの森という名のキャンプ場、スキー場もある。山頂からは、会津若松市街地のほか磐梯山などを含む周囲の山々を見ることができる。
会津若松市では、本山や、周辺の地区（飯盛山、滝沢峠、背炙山など）を”いにしえと夢の森"と名付け、整備を行っているほか、サポーター制度などの取り組みも行っている。

## 歴史

### 小田山城址
中世（鎌倉時代から安土桃山時代とされる）に地域の大名、蘆名氏が小田山周辺に山城を置いていたとされ、付近にあったとされる蘆名氏の当時の居城を含めた総称のことを指す。

### 近世〜近代
戊辰戦争では、当時の新政府軍（西軍）によって会津藩の城、鶴ヶ城に砲撃を加える際に利用されたとされる。

## 周辺
- 小田山霊園
- 小田山城址
- 田中玄宰（会津藩の家老）の墓
- 丹羽能教（会津藩の家老）の墓
- 小田山忠霊堂（日清戦争から第二次世界大戦に至るまでの戦没者の分骨と遺髪が安置されている）
- 善龍寺
  - なよたけの碑
- 建福寺
- 恵倫寺
- 会津松平氏庭園
- 鶴ヶ城